# Ai Kawashima
Ai Kawashima (jap. 川嶋 あい Kawashima Ai; ur. 21 lutego 1986 w dzielnicy Sawara, w Fukuoka) - japońska wokalistka, kompozytorka i pianistka.

## Życiorys
Kawashima marzyła o tym, aby zostać wokalistką już od najmłodszych lat. Jej ojciec zniknął po jej narodzinach, była wychowywana przez matkę. 
Po raz pierwszy zaczęła się uczyć gry na pianinie, gdy miała 3 lata. Zmarła wówczas jej matka, przez co została wzięta do sierocińca. Ostatecznie została adoptowana przez rodzinę Kawashima, właścicieli firmy budowlanej. Jej ojciec adopcyjny zmarł kiedy miała 10 lat, a matka 6 lat później. 
Od czasu śmierci swojej adopcyjnej matki każdego roku Kawashima organizuje w dniu 20 listopada koncert ku jej pamięci. 
Kawashima śpiewa o pokoju na świecie. Pomogła organizacjom charytatywnym w wybudowaniu dwóch szkół w ubogich krajach: Kambodży i Burkina Faso. Ponadto w 2009 była w budowie szkoła w Liberii, a kolejna w Timorze Wschodnim była w planach. Natomiast jej celem jest zbudowanie 100 szkół. 
Zanim Kawashima została sławna, jej celem było wystąpić 1000 razy publicznie na ulicy. Ostatecznie cel udało jej się zrealizować, jednakże stało się to wtedy, gdy już dobrze znana. Jej głos jest porównywany do głosu anioła. 
Początkowo marzyła, aby zostać piosenkarką enka. Występowała na scenie Carnegie Hall w Nowym Jorku w wieku około 10 lat. W 1999 roku wydała „Jū-roku koi-gokoro/Anata ni kata-omoi”; jednakże, z powodu słabej sprzedaży, zrezygnowała ze stylu enka. Kilka miesięcy później postanowiła poświęcić się własnemu komponowaniu.
W tym samym okresie Kawashima i „Nao” utworzyły duet I WiSH i osiągnęły przyzwoity sukces, jednakże zespół został rozwiązany w 2005 roku w wyniku czego Kawashima i Nao mogły się skoncentrować na solowych wykonaniach.
Niektóre z piosenek Kawashimy zostały użyte jako melodie przewodnie w anime i grach wideo. Zetsubō to kibō jest melodią przewodnią w Shining Force Neo; „Compass” została wykorzystana do ósmego z filmów One Piece, czyli Episode of Alabasta: The Desert Princess and the Pirates, a „Kimi no koe” jest piosenką kończącą film The Place Promised in Our Early Days. Jedna z jej najnowszych piosenek „Door Crawl” jest melodią przewodnią Final Fantasy Fables: Chocobo's Dungeon.
Jest również autorką autobiografii Saigo no Kotoba (Ostatnie słowa), w której opisała prywatne wydarzenia.
16 stycznia 2011 Kawashima wystąpiła w parku Minato no Mori w Kobe na bezpłatnym koncercie upamiętniającym ofiary trzęsienia ziemi w Kobe w 1995 roku. Wykonała trzy piosenki, m.in. I Remember oraz Tabidachi no Hi Ni.

## Dyskografia

### Single[6]
1. [2003.08.21] Tenshitachi no Melody / Tabidachi no Asa (「天使たちのメロディー/旅立ちの朝」)
2. [2004.02.18] 12-ko no Kisetsu ~4 Dome no Haru~ (「12個の季節～4度目の春～」)
3. [2004.05.25/06.02] Page 525 (525ページ)
4. [2004.08.04] Mermaid (「マーメイド」)
5. [2004.11.17] 'Sayonara' 'Arigatō' ~Tatta Hitotsu no Basho~ (「さよなら」「ありがとう」～たった一つの場所～)
6. [2005.04.06] Zetsubō to Kibō (「絶望と希望」)
7. [2005.08.24] ...Arigatō... (「・・・ありがとう．．．」)
8. [2006.02.01] Dear / Tabidachi no Hi ni... (Dear/旅立ちの日に…)
9. [2006.04.19] Mienai Tsubasa (「見えない翼」)
10. [2006.10.11] Taisetsu na Yakusoku / Mou Hitotsu no Yakusoku (「大切な約束/もう１つの約束」)
11. [2007.02.14] My Love
12. [2007.03.14] compass
13. [2007.05.30] Kimi ni..... (「君に･････」)
14. [2007.10.03] Shiawase Desu ka / Suitcase (「幸せですか/スーツケース」)
15. [2007.12.12] Door Crawl (「ドアクロール」)
16. [2008.08.20] Kakera (「カケラ」)
17. [2009.04.08] Daijōbu da yo (「大丈夫だよ」)
18. [2009.12.16] Daisuki da yo (「大好きだよ」)
19. [2010.04.07] haru no yume (「春の夢」)
20. [2010.12.15] I Remember feat. Joe Sample

### Mini Albumy[7]
1. [2002.07.13] Kono Basho Kara... (「この場所から・・・」)
2. [2002.10.18] Habatakeru Hi Made... (「はばたける日まで・・・」)
3. [2002.12.26] Ayumi Tsuzukeru Tame ni... (「歩みつづけるために・・・」)
4. [2003.03.08] Yuki ni Saku Hana no yō ni... (「雪に咲く花のように・・・」)
5. [2003.05.23] Ashita o Shinjite... (「明日を信じて・・・」)
6. [2003.08.02] Utai Tsuzukeru Kara... (「歌いつづけるから・・・」)

### Albumy[8]
1. [2005.05.18] 12-ko no Uta (Message) (12個の歌(メッセージ))
2. [2005.09.28] Rojoushuu 1 Gou (「路上集Ⅰ号」)
3. [2006.05.24] Thank You! (サンキュー!)
4. [2006.08.23] Piano Songs ~Rojoushuu 2 Gou~ (Piano Songs～路上集2号～)
5. [2007.06.27] Ashiato (足あと)
6. [2008.04.23] Café & Musique ~Rojoushuu 3 Gou~ (Café & Musique ～路上集3号～)
7. [2008.06.04] SINGLE BEST
8. [2008.06.04] COUPLING BEST
9. [2009.06.03] Simple Treasure
10. [2010.05.26] 24/24

### DVD
1. [2004.12.01] 道の途中で...。 (Michi no Tochuu de...)
2. [2005.06.08] ライブ1000回達成記念～1136日の記録～ (LIVE 1000-kai Tassei Kinen ~1136 Nichi no Kiroku~)
3. [2005.12.21] PV Collection +α
4. [2006.11.01] ドラマ (大切な約束) (Drama (Taisetsu na Yakusoku))
5. [2006.11.29] つばさ祭'06～秘密の陣～ (Tsubasa-Sai '06 ~Himitsu no Jin~)
6. [2006.12.20] 川嶋あいConcert Tour2006 ～サンキュー！～ (Kawashima Ai Concert Tour 2006 ~Thank You~!)
7. [2007.04.11] 2003.8.20 渋谷公会堂 ～旅立ちの朝～ (2003.8.20 Shibuya Kōkaidō ~Tabidachi no Asa~)
8. [2007.06.27] つばさ祭'07～春の陣～ (Tsubasa-Sai '07 ~Haru no Jin~)
9. [2007.12.26] Ai Kawashima Concert 2007 足あと (Ai Kawashima Concert 2007 Ashi Ato)
10. [2009.04.08] The BEST -seventeenfivetwentyto- Ai Kawashima Concert Tour 2008
11. [2010.01.13] What's your Simple Treasure? SPECIAL Ai Kawashima Concert Tour 2009 渋谷C.C.Lemonホール (What's your Simple Treasure? SPECIAL Ai Kawashima Concert Tour 2009 Shibuya C.C.Lemon Hall)

### Książki
1. 16歳の白い地図 (16-sai no Shiroi Chizu) [2003-07-25]
  1. Wydawca: 学習研究社 (Gakushuukenkyuusha)
  2. ISBN：4054022057
2. 蒼い旅の続き (Aoi Tabi no Tsuzuki) [2004-09-02]
  1. Wydawca: 幻冬舎 (Gentosha)
  2. ISBN 4-344-00669-0
3. 最後の言葉 (Saigo no Kotoba) [2005-09-01]
  1. Wydawca: ゴマブックス (Goma Books)
  2. ISBN：4344006690